# 最後の授業
『最後の授業』（さいごのじゅぎょう、仏: La Dernière Classe）は、フランス第三共和政時代の初期、1873年に出版されたアルフォンス・ドーデの短編小説集『月曜物語』（仏: Les Contes du Lundi）の1編である。副題は『アルザスの少年の話』（Récit d'un petit alsacien）。『月曜物語』は1871年から1873年までフランスの新聞で連載され、毎週月曜日ごとに1つの短編が掲載された。

## あらすじ
ある日、フランス領アルザス地方に住む学校嫌いのフランツ少年は、その日も村の小さな学校に遅刻する。彼はてっきり担任のアメル先生に叱られると思っていたが、意外なことに、先生は怒らず着席を穏やかに促した。気がつくと、今日は教室の後ろに元村長はじめ村の老人たちが正装して集まっている。教室の皆に向かい、先生は話しはじめる。
「私がここで、フランス語の授業をするのは、これが最後です。普仏戦争でフランスが負けたため、アルザスはプロイセン領になり、ドイツ語しか教えてはいけないことになりました。これが、私のフランス語の、最後の授業です」。これを聞いたフランツ少年は激しい衝撃を受け、今日はいっそ学校をさぼろうかと考えていた自分を深く恥じる。
先生は「フランス語は世界でいちばん美しく、一番明晰な言葉です。そして、ある民族が奴隸となっても、その国語を保っている限り、牢獄の鍵を握っているようなものなのです」と語り、生徒も大人たちも、最後の授業に耳を傾ける。やがて終業を告げる教会の鐘の音が鳴った。それを聞いた先生は蒼白になり、黒板に「フランス万歳!」と大きく書いて「最後の授業」を終えた。

## 小説が書かれた時代背景
フランスとドイツの国境地域に位置するアルザス＝ロレーヌ（フランス語: Alsace-Lorraine、ドイツ語: Elsass-Lothringen（エルザス＝ロートリンゲン））では古くからケルト人が住んでいた。ローマ帝国に支配された後は、歴史の中で幾度となく領土侵略が繰り返されたことにより、ゲルマン系のアルマン人とフランク人が相次いで侵入してきた。それにより北部ではドイツ語のフランク方言が、南部ではスイス・ドイツ語に近いアレマン語が長らくこの土地で話されるようになった。
この地は、元来神聖ローマ帝国（ドイツ）に属していたものの、帝国に野心を抱くフランスの侵略の標的となった。特に歴代のブールゴーニュ公はライン河流域に独自の王権を確立することを目的としてフランドル、リュクサンブール（ルクセンブルグ）、アルザス、ロレーヌ、などを支配または支配を目論み、またロレーヌ公国にはアンジュー公子ルネが婿入りするなど、フランスと神聖ローマ帝国内のみならず、フランスの王族同士での争いもあった。
三十年戦争で事実上敗北した神聖ローマ帝国は、アルザス（ストラスブールを除く）とロレーヌが帝国領域から切り離されることに同意し、1648年フランスが占領することになった（ヴェストファーレン条約を参照）。このうち、ロレーヌは大同盟戦争により神聖ローマ帝国の一員に復帰するが、ストラスブールはフランスの手に落ちた。1736年に、神聖ローマ帝国皇女で後の女帝マリア・テレジアがロレーヌ公フランツ１世と結婚するにあたり周辺国から反発があり、フランツ１世はロレーヌ公国をフランスに譲渡することに同意、フランスに編入された。
その間に公用語としてフランス語が用いられたため、アルザス地方の言葉はフランス語の語彙が入ったアルザス語として形成されていった。
1871年に普仏戦争でフランスが敗れると、ベルフォールを除いたアルザスと、ロレーヌの東半分がプロイセン（ドイツ帝国）に割譲される、という複雑な経緯を辿る。普仏戦争に敗戦したフランスに反ドイツ感情が湧き起こったこの頃であり、毎週月曜日にパリで『月曜物語』の新聞連載が始まった。
ドイツ帝国統治下
当時の住民の大多数はドイツ系のアルザス人だったため、フランス語にそれほどなじみがあったわけではなかった。ドイツ統一後もアルザス人は必ずしもドイツから完全な「ドイツ人」とは見なされていなかった節がある。しかし安全保障上の問題からエルザス＝ロートリンゲンを必要としていたプロイセンが「統一ドイツ」というナショナリズムを利用して普仏戦争を勝ち抜いたという経緯もあり、後には自治憲法の制定を認めるなど、比較的穏やかな同化政策を取っていたと考えられている。しかしツァーベルン事件の発生後は中央政府および軍との関係が悪化し、自治憲法も停止された。
戦間期と第二次世界大戦
第一次世界大戦でドイツが敗北した後の1918年11月8日、同地域はアルザス＝ロレーヌ共和国として独立した。アメリカのウィルソン大統領はこれを承認しようとしたが、フランスは拒絶した。11月19日にはフランスによって占領され、この地域は再びフランス領アルザス＝ロレーヌとなった。第二次世界大戦時、ナチス・ドイツのフランス侵攻によって同地方は再びドイツ領エルザス＝ロートリンゲンとなった。ナチス・ドイツの統治においても同化政策は一定程度踏襲された。
第二次大戦後のフランス化政策

第二次世界大戦後この地区には再びフランス化政策が敷かれたが、テロや独立運動が発生するなど反発が強く、間もなくフランス政府も方針を転換した。1999年のジョスパン改革により、初等教育からドイツ語・アルザス語の教育が認められている。イタリアの南チロル地方ほど明確なドイツ人地区あつかいではないが、バイリンガルを基本として民族的な独自性が尊重されている。ストラスブールに欧州議会が設置されたのもこうした背景が大きい。
政治的には、普仏戦争で勝利したプロイセン王国がエルザス＝ロートリンゲンでのドイツ式初等教育義務化を実施し、フランス語は外国語教育としてのみ導入されていた時代である。ただしもともと、アルザスにおけるフランス語は公的文書などのごく一部に使用されていたに過ぎず、フランス政府自身がアルザスにフランス語を強制しても定着の見込みはないと諦めていた、という意見もある。

## 小説の政治的側面
アルザスは以前からドイツ語圏の地域であり、そこに住む人々のほとんどがドイツ語方言のアルザス語を母語としていた。普仏戦争にも従軍したプロヴァンス出身のフランス人である作者ドーデは、作中のアメル先生に「ドイツ人たちにこう言われるかもしれない。“君たちはフランス人だと言いはっていた。なのに君たちのことばを話すことも書くことも出来ないではないか”」と言わせている。しかし、その後に、フランツや生徒だけの責任ではない、国語をきちんと指導しなかった我々大人の責任でもある、と反省の弁も述べている。さらにいえば、作者はフランス人とはいってもプロヴァンス出身であり、同地ではロマンス語系とはいえフランス語とは異なるプロヴァンス語が話される。
すなわち、アルザスの子供達は、ドイツ語の一方言であるアルザス語が母語であるため、国語であるフランス語を話すことも書くこともできず、わざわざそれを学校で習わなければならない状態だったのである。主人公のフランツも、自分はやっとフランス語を書けるようになったばかりだと作中で語っている。アメル先生は、アルザス語を母語とするアルザス人に対し、フランス語を「自分たちのことば」ないし「国語」として押しつける立場にあったものであり、実際には1990年代までフランス語反対運動が続いていた。本作においては、政治的意図でもってはっきりこの点が隠蔽されているので、背景知識なしでこの短編だけを読むと、まるでアルザスの人々が外国語であるドイツ語を占領軍に押しつけられているようにしか思えない書き方をされている。
日本ではこの小説は1927年（昭和2年）に教科書の教材として採用された。戦後の一時期、『最後の授業』は教科書から消えたが、1952年（昭和27年）に再登場した。しかし、田中克彦の『ことばと国家』や蓮實重彦の『反＝日本語論』などによる、「国語」イデオロギーによって言語的多様性を否定する側面を持つ政治的作品であるとの批判もあった。また、戦後のフランス政府は同地でのアルザス語・ドイツ語教育を容認しており、同作のフランス語純化思想はすでに過去のものとなっている。1985年（昭和60年）からは日本でも教科書に採用されていない。

## 日本語訳
- 南本史（訳）『最後の授業』（ポプラ社文庫―世界の名作文庫）1981年 ISBN 4591010465
- 南本史（訳）『最後の授業』（ポプラポケット文庫）2007年 ISBN 4591098524
- 桜田佐（訳）『最後の授業』（偕成社文庫）1993年 ISBN 4036519603
- 平岡敦（訳）『最後の授業』（理論社）2024年 ISBN 978-4-652-20576-1